# Ōzato Chōkyō
Ōzato Ōji Chōkyō (大里 王子 朝教) (1816 – ?) aussi connu sous son nom de style chinois Shō Ton (尚 惇), est un prince et sessei du royaume de Ryūkyū de 1852 à 1861. Le Prince Ōzato a été le troisième fils de King Shō Kō, et demi-frère du Roi Shō Iku. On a mis à sa disposition Ōzato magiri (la partie moderne de Nanjō). Il a établi une nouvelle famille royale: Ōzato Udun (大里御殿). En 1859, Makishi Chōchū, Onga Chōkō, Oroku Ryōchū et le Prince Tamagawa Chōtatsu se sont impliqués dans une affaire illégale (il s'agit d'un incident de Makishi Onga), et le Prince Ie Chōchoku a été désigné juge pour les interroger. Prince Ōzato a fait preuve de soutien au Prince Ie pour les déclarer coupables. Après cet incident, Prince Ōzato a pris sa retraite en 1861. Yonagusuku Chōki est devenu son successeur,.